# Inwood (Nova Iorque)
Inwood é um hamlet e uma região censo-designada da vila de Hempstead no Condado de Nassau, na parte sudoeste de Long Island, no estado norte-americano de Nova Iorque. Possui mais de 11 mil habitantes, de acordo com o censo nacional de 2020. É considerada parte da área da Five Towns de Long Island.

## Geografia
De acordo com o Departamento do Censo dos Estados Unidos, a região tem uma área de 5,7 km², dos quais 4,1 km² estão cobertos por terra e 1,6 km² (28,0%) por água.
As fronteiras mais ao norte e mais a oeste de Inwood fazem limites com Queens na cidade de Nova Iorque.

## Demografia
Segundo o censo nacional de 2020, a sua população é de 11 340 habitantes e sua densidade populacional de 2 745,2 hab/km². Seu crescimento populacional na última década foi de 15,8%, bem acima do crescimento estadual de 4,2%.
Possui 3 355 residências que resulta em uma densidade de 812,2 residências/km² e um aumento de 6,4% em relação ao censo anterior. Deste total, 5,2% das unidades habitacionais estão desocupadas. A média de ocupação é de 3,6 pessoas por residência.
A renda familiar média é de 57 723 dólares e a taxa de emprego é de 61,3%.

## Infraestrutura

### Ferrovia
A estação de Inwood pertence a linha Far Rockaway da Long Island Rail Road e está localizada no extremo sul da região e fornece serviço para a estação Jamaica com conexões para a Estação Pensilvânia e Terminal Atlântico.[4]

### Estrada
Inwood é cortada pela Nassau Expressway (Rota 878 do estado de Nova Iorque) e pela Rockaway Turnpike.